# Ralf Caspary
Ralf Caspary (* 21. Januar 1937; † 9. Dezember 2000) war ein deutscher Badmintonspieler aus Bonn.
Er gehörte zu den Pionieren des Badmintonsports in der Bundesrepublik Deutschland und war eine der herausragenden Persönlichkeiten im Bonner Badmintonsport in den 1950er Jahren. Nach dem Gewinn des deutschen Juniorentitels im Doppel 1955 siegte er zwei Jahre später erstmals im Herreneinzel bei den Erwachsenen. 1960 wiederholte er diesen Titelgewinn. 1957 und 1959 bis 1961 wurde er viermal Mannschaftsmeister mit dem 1. DBC Bonn.
Ralf Caspary starb 63-jährig am 9. Dezember 2000.

## Erfolge
| Saison    | Veranstaltung                     | Disziplin    | Name |
| --------- | --------------------------------- | ------------ | --- |
| 1954/1955 | Deutsche Einzelmeisterschaft U18  | Herrendoppel | Ralf Caspary / Kurt Hennes (1. DBC Bonn) |
| 1956/1957 | Deutsche Einzelmeisterschaft      | Herreneinzel | Ralf Caspary (1. DBC Bonn) |
| 1956/1957 | Deutsche Mannschaftsmeisterschaft | Mannschaft   | 1. DBC Bonn (Jap Tjiang Beng, Ralf Caspary, Günter Ropertz, Hans Eschweiler, Luise Schmitz, Rosemarie Krämer)                                      |
| 1958/1959 | Deutsche Mannschaftsmeisterschaft | Mannschaft   | 1. DBC Bonn (Günter Ropertz, Walter Stuch, Ralf Caspary, Kurt Hennes, Luise Schmitz, Gunhild Scholz)                                               |
| 1959/1960 | Deutsche Einzelmeisterschaft      | Herreneinzel | Ralf Caspary (1. DBC Bonn) |
| 1959/1960 | Deutsche Mannschaftsmeisterschaft | Mannschaft   | 1. DBC Bonn (Ralf Caspary, Walter Stuch, Kurt Hennes, Jap Tjiang Beng, Günter Ropertz, Luise Schmitz, Gunhild Scholz, Ute Harlos, Marlies Caspary) |
| 1960/1961 | Deutsche Mannschaftsmeisterschaft | Mannschaft   | 1. DBC Bonn (Ralf Caspary, Walter Stuch, Kurt Hennes, Jap Tjiang Beng, Günter Ropertz, Luise Schmitz, Gunhild Scholz, Ute Harlos, Marlies Caspary) |